# Reinhart Bartholomäi
Reinhart Christof Bartholomäi (* 16. April 1936 in Balingen) ist ein deutscher Soziologe und Politiker (SPD).

## Leben und Beruf
Bartholomäi ist Diplom-Soziologe; er hat an der Universität in Frankfurt am Main studiert, im Jahr 1961 sein Diplom erworben und war bis 1963 dort bei Hans Achinger Assistent. In den Jahren 1963 bis 1969 arbeitete er als sozialpolitischer Referent bei der SPD-Bundestagsfraktion und war von 1970 bis 1976 als Unterabteilungsleiter beim Bundesministerium für Arbeit und Sozialordnung tätig. In den Jahren 1985 bis 2000 war er Leitender Geschäftsführer der Nassauische Heimstätte Wohnungs- und Entwicklungsgesellschaft.
Reinhart Bartholomäi ist verheiratet und lebt in Frankfurt am Main.

## Öffentliche Ämter
Bartholomäi amtierte von 1976 bis 1985 als Staatssekretär und Chef der Staatskanzlei in der von Ministerpräsident Holger Börner geführten Regierung des Landes Hessen.

## Gesellschaftliche Ämter
Bartholomäi war in den Jahren 2003 bis 2009 Vorsitzender des vhw – Bundesverband für Wohnen und Stadtentwicklung. Er war von 2003 bis 2018 Vorsitzender des Stiftungsrats des Institut für Sozialforschung Frankfurt.